# George Rajendran Kuttinadar
George Rajendran Kuttinadar SDB (ur. 14 kwietnia 1968 w Padanthalumoodu) – indyjski duchowny syromalabarski, od 2012 biskup Thuckalay.

## Życiorys
Święcenia kapłańskie przyjął 29 grudnia 2003 w zakonie salezjanów. Pracował w szkołach w Guwahati i Shillong, był także prefektem w zakonnym junioracie i wicerektorem niższego seminarium.
24 sierpnia 2012 otrzymał nominację na eparchę Thuckalay. Sakry udzielił mu 16 września 2012 jego poprzednik i zwierzchnik Kościoła syromalabskiego, kard. George Alencherry.